# Tom Burton
Tom Burton (Sydney, 27 de junho de 1990) é um velejador australiano, campeão olímpico.

## Carreira

### Rio 2016
Tom Burton representou seu país nos Jogos Olímpicos de Verão de 2016, na qual conquistou medalha de ouro na classe Laser.